# Privacy (Chris Brown)
Privacy e un singolo del cantante statunitense Chris Brown, pubblicato il 24 marzo 2017 dalla RCA Records. Il brano è il terzo singolo d'anticipazione estratto dall'album Heartbreak on a Full Moon.

## Pubblicazione
Dopo aver dato un'anteprima del brano attraverso un video, pubblicato nel gennaio 2017, sul profilo Instagram del cantante, dove cantava e ballava sul brano in studio, lo annunciò come prossimo singolo estratto da Heartbreak on a Full Moon, pubblicandolo poi il 24 marzo 2017.

## Il brano
Privacy è una slow-jam R&B, dove il cantante paragona la privacy all'intimità di quando ha un rapporto sessuale con questa ragazza, paragonandolo esplicitamente anche al sesso orale.

## Classifiche
| Classifica (2017)         | Posizione massima |
| ------------------------- | ----------------- |
| Australia                 | 61                |
| Francia                   | 73                |
| Nuova Zelanda             | 44                |
| Svizzera                  | 95                |
| Regno Unito               | 86                |
| Stati Uniti               | 62                |
| Stati Uniti (R&B/hip-hop) | 26                |